# Chthonius pygmaeus carinthiacus
Chthonius pygmaeus carinthiacus es una subespecie de arácnido  del orden Pseudoscorpionida de la familia Chthoniidae.

## Distribución geográfica
Se encuentra en Europa central.